# Női 200 méteres mellúszás a 2005. évi nyári európai ifjúsági olimpiai fesztiválon
A 2005. évi nyári európai ifjúsági olimpiai fesztiválon az úszás női 200 méteres mellúszás versenyeit július 4-én rendezték, Lignano Sabbiadoróban.

## Előfutamok
| H  | F | Név                      | Nemzet                | E       | Mj |
| -- | - | ------------------------ | --------------------- | ------- | -- |
| 1  | 3 | Nadezda Voropaeva        | Oroszország           | 2:35.46 | QA |
| 2  | 2 | Vira Klymenko            | Ukrajna               | 2:36.78 | QA |
| 3  | 4 | Helena Thornton          | Egyesült Királyság    | 2:37.12 | QA |
| 4  | 4 | Hanna Westrin            | Svédország            | 2:37.26 | QA |
| 5  | 2 | Iona Alexandra Popa      | Románia               | 2:37.29 | QA |
| 6  | 3 | Dominika Jurczynska      | Lengyelország         | 2:38.57 | QA |
| 7  | 2 | Francesca Aceto          | Olaszország           | 2:39.21 | QA |
| 8  | 3 | Theresa Michalak         | Németország           | 2:39.72 | QA |
| 9  | 3 | Uschi Halbreiner         | Ausztria              | 2:39.75 | QB |
| 10 | 3 | Reetta Harkonen          | Finnország            | 2:39.85 | QB |
| 11 | 2 | Clara - Lou Dejaegher    | Belgium               | 2:40.03 | QB |
| 12 | 4 | Kanda Ágnes Mariann      | Magyarország          | 2:41.40 | QB |
| 13 | 4 | Fiona Doyle              | Írország              | 2:42.22 | QB |
| 14 | 4 | Kristyna Palkovicova     | Szlovákia             | 2:43.46 | QB |
| 15 | 3 | Dominika Vasinkova       | Csehország            | 2:44.17 | QB |
| 16 | 4 | Elisavet Makaritou       | Görögország           | 2:44.21 | QB |
| 17 | 3 | Martina Savaglia         | San Marino            | 2:45.12 |    |
| 18 | 1 | Anastasiya Kubyshkina    | Fehéroroszország      | 2:45.90 |    |
| 19 | 2 | Rakel Gunnlaugsdottir    | Izland                | 2:48.99 |    |
| 20 | 3 | Tamara Martinovic        | Szlovénia             | 2:49.04 |    |
| 21 | 4 | Gabrijela Korac          | Horvátország          | 2:50.32 |    |
| 22 | 2 | Ceren Dilek              | Törökország           | 2:51.10 |    |
| 23 | 2 | Emilie Christine Hilsted | Dánia                 | 2:51.67 |    |
| 24 | 2 | Joana Marques            | Portugália            | 2:52.07 |    |
| 25 | 1 | Merle Liivand            | Észtország            | 2:53.52 |    |
| 26 | 4 | Jovanka Marjanovic       | Szerbia és Montenegró | 2:53.83 |    |
| 27 | 1 | Juste Matonyte           | Litvánia              | 2:54.42 |    |
| 28 | 1 | Merima Balic             | Bosznia-Hercegovina   | 3:04.66 |    |

## Döntő
| A döntő | A döntő               | A döntő            | A döntő | A döntő |
| H       | Név                   | Nemzet             | E       | Mj      |
| ------- | --------------------- | ------------------ | ------- | ------- |
| Arany   | Vira Klymenko         | Ukrajna            | 2:33.07 |         |
| Ezüst   | Nadezda Voropaeva     | Oroszország        | 2:35.69 |         |
| Bronz   | Helena Thornton       | Egyesült Királyság | 2:36.14 |         |
| 4       | Hanna Westrin         | Svédország         | 2:37.23 |         |
| 5       | Dominika Jurczynska   | Lengyelország      | 2:37.38 |         |
| 6       | Theresa Michalak      | Németország        | 2:38.95 |         |
| 7       | Iona Alexandra Popa   | Románia            | 2:39.52 |         |
| 8       | Francesca Aceto       | Olaszország        | 2:41.33 |         |
| B döntő |                       |                    |         |         |
| H       | Név                   | Nemzet             | E       | Mj      |
| 1       | Clara - Lou Dejaegher | Belgium            | 2:38.65 |         |
| 2       | Uschi Halbreiner      | Ausztria           | 2:38.67 |         |
| 3       | Reetta Harkonen       | Finnország         | 2:39.04 |         |
| 4       | Elisavet Makaritou    | Görögország        | 2:39.62 |         |
| 5       | Kanda Ágnes Mariann   | Magyarország       | 2:40.14 |         |
| 6       | Kristyna Palkovicova  | Szlovákia          | 2:43.03 |         |
| 7       | Dominika Vasinkova    | Csehország         | 2:44.29 |         |